# Passiflora acuminata
Passiflora acuminata je biljka iz porodice Passifloraceae. Domovina su joj Brazil i Venezuela. Penjačica je i raste primarno u vlažnim tropskim biomima.

## Sinonimi
- Passiflora tolimana Harms
- Passiflora gleasonii Killip
- Passiflora metae M.Bonilla, C.Aguirre & Caetano